# Grandvaux (Saona y Loira)
 Grandvaux  es una población y comuna francesa, en la región de Borgoña, departamento de Saona y Loira, en el distrito de Charolles y cantón de Palinges.

## Demografía
| 139 | 151 | 94 | 87 | 79 | 68 |
| Para los censos de 1962 a 1999 la población legal corresponde a la población sin duplicidades (Fuente: INSEE [Consultar]) |     |    |    |    |    |